# Flunisolida
Flunisolida, es vendido bajo la marca Aerospan entre otras, es un esteroide utilizado para la rinitis alérgica, el asma y la otitis media serosa. Los esteroides intranasales son el medicamento más eficaz para controlar la rinitis alérgica. Este medicamento en caso de asma se inhala.
Cuando se usa en la nariz, los efectos secundarios de este medicamento  incluyen escozor, sangrado nasal, ojos llorosos e infección del tracto respiratorio superior. Cuando se inhala, los síntomas comunes incluyen inflamación de garganta, secreción nasal, dolor de cabeza y tos;  otros efectos secundarios pueden incluir pérdida del olfato y supresión suprarrenal. Tiene fuertes efectos glucocorticoides y mineralocorticoides débiles y actúa disminuyendo la inflamación.
Este medicamento fue patentada en 1958 y aprobada para uso médico en 1978. Está en la Lista de Medicamentos Esenciales de la Organización Mundial de la Salud como alternativa a la budesonida. En Estados Unidos, 25 ml de solución para rociar en la nariz cuestan alrededor de 26 dólares estadounidenses, mientras que 60 dosis para inhalar cuestan alrededor de 102 dólares estadounidenses en 2021.